# Tempel der Minerva Medica

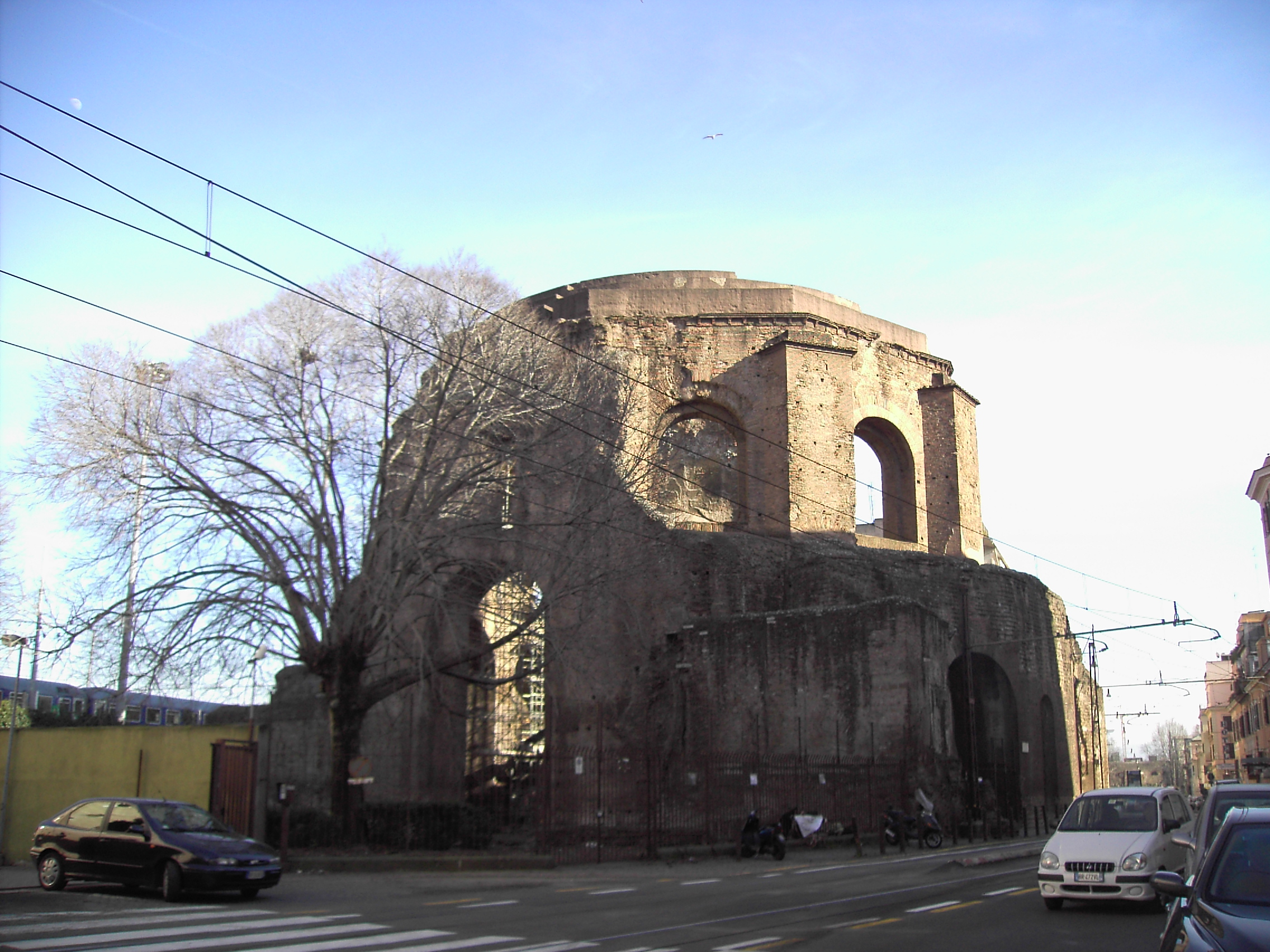
'Tempel der Minerva Medica' in Rom in der Via Giolitti

Der sogenannte Tempel der Minerva Medica ist ein Gebäude des antiken Rom, zwischen Via Labicana und Aurelianischer Mauer gelegen, genau in der Linie des Anio Vetus. Heute liegt die Ruine an der Via Giolitti. Bei dem Gebäude handelte es sich um ein Nymphäum, das möglicherweise zu den Horti Liciniani, den Gärten der Licinier, gehörte.

## Geschichte
Das im späten 3. oder frühen 4. Jahrhundert aus opus latericium errichtete Nymphäum, dessen einst gut erhaltene Kuppel erst 1828 einstürzte, wurde nachträglich mit Anbauten unbekannter Zeitstellung umgeben und ist aus schriftlichen Quellen nicht bekannt. Der zehneckige Zentralbau hat einen Durchmesser von rund 24 Metern und ist etwa 33 Meter hoch. Seine Innenwände sind im unteren Wandbereich links und rechts der Tür durch neun Nischen gegliedert. Über diesen sowie oberhalb des Eingangs befinden sich zehn rundbogige Fensteröffnungen. Sowohl Innen- als auch Außenschale der Wände waren ursprünglich mit Marmor verkleidet. Die Innenseite der Kuppel war mit Mosaiken versehen, der Boden mit Streifen aus Porphyr und Mosaiken verziert.
Den Namen Tempel der Minerva Medica erhielt das Gebäude, weil man irrtümlich glaubte, die Athena Giustiniani sei hier gefunden worden. Das Gebäude stellt hinsichtlich seiner Konstruktion ein Bindeglied in der Entwicklung des Zentralbaus auf dem Weg vom Speisesaal der Domus Aurea über das Pantheon bis hin zu den byzantinischen Kirchenbauten dar. Etwa 50 Jahre später (um 350–365) entstand ein ähnlicher Bau, vermutlich als Mausoleum, in der Colonia Claudia Ara Agrippinensium (Köln), der Ovalbau innerhalb der heutigen Basilika St. Gereon.
In späterer Zeit wurde dem Gebäude ein monumentaler Eingang mit gegeneinander stoßenden, durchlässigen Apsiden vorgelagert. Axial fügte man den Seitenbereichen sehr große, nach innen gerichtete, apsidiale Räume unbekannter Funktion hinzu. Sie nahmen jeweils den Raum von zwei der ursprünglich nach außen tretenden Nischen ein.

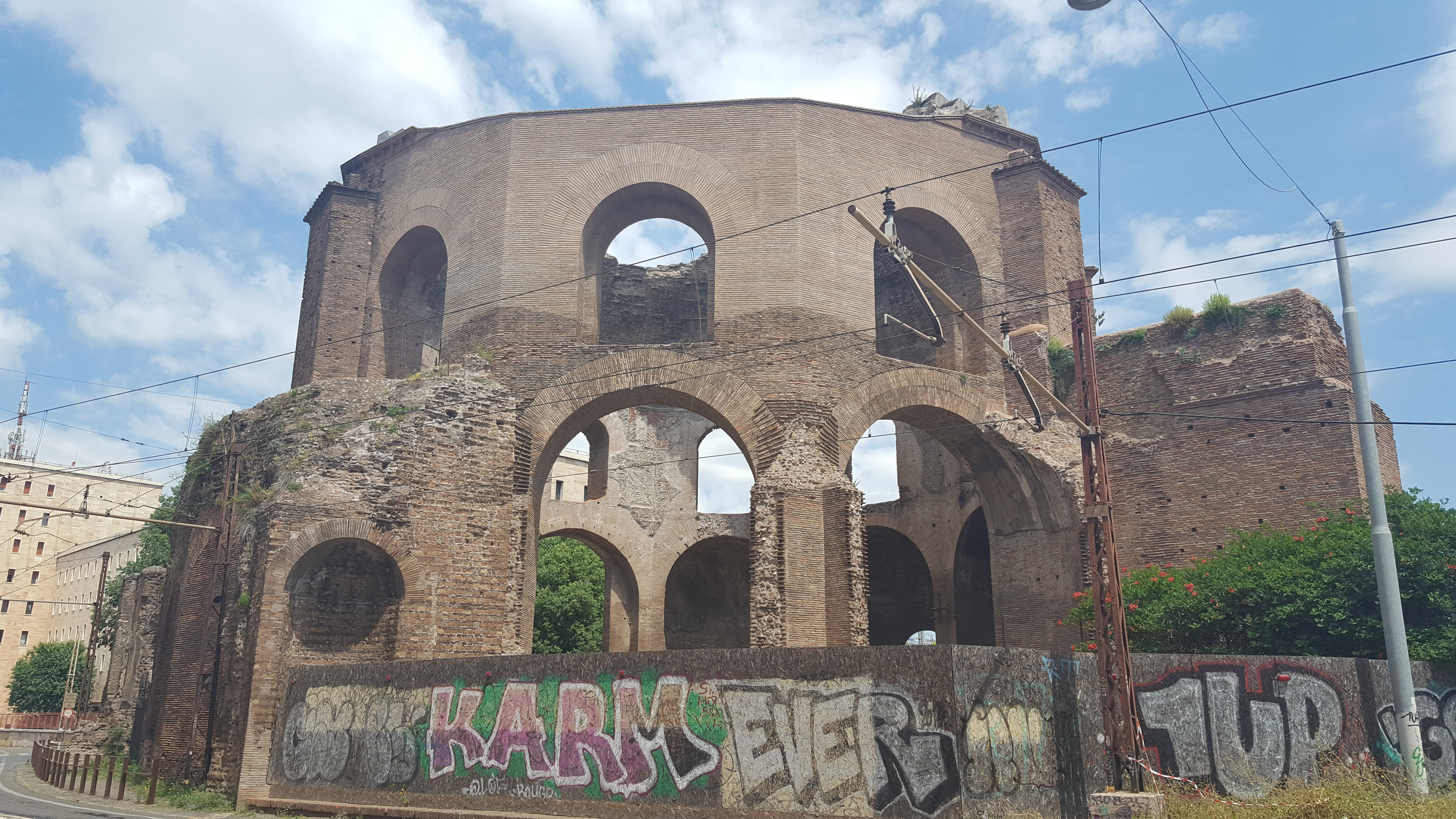
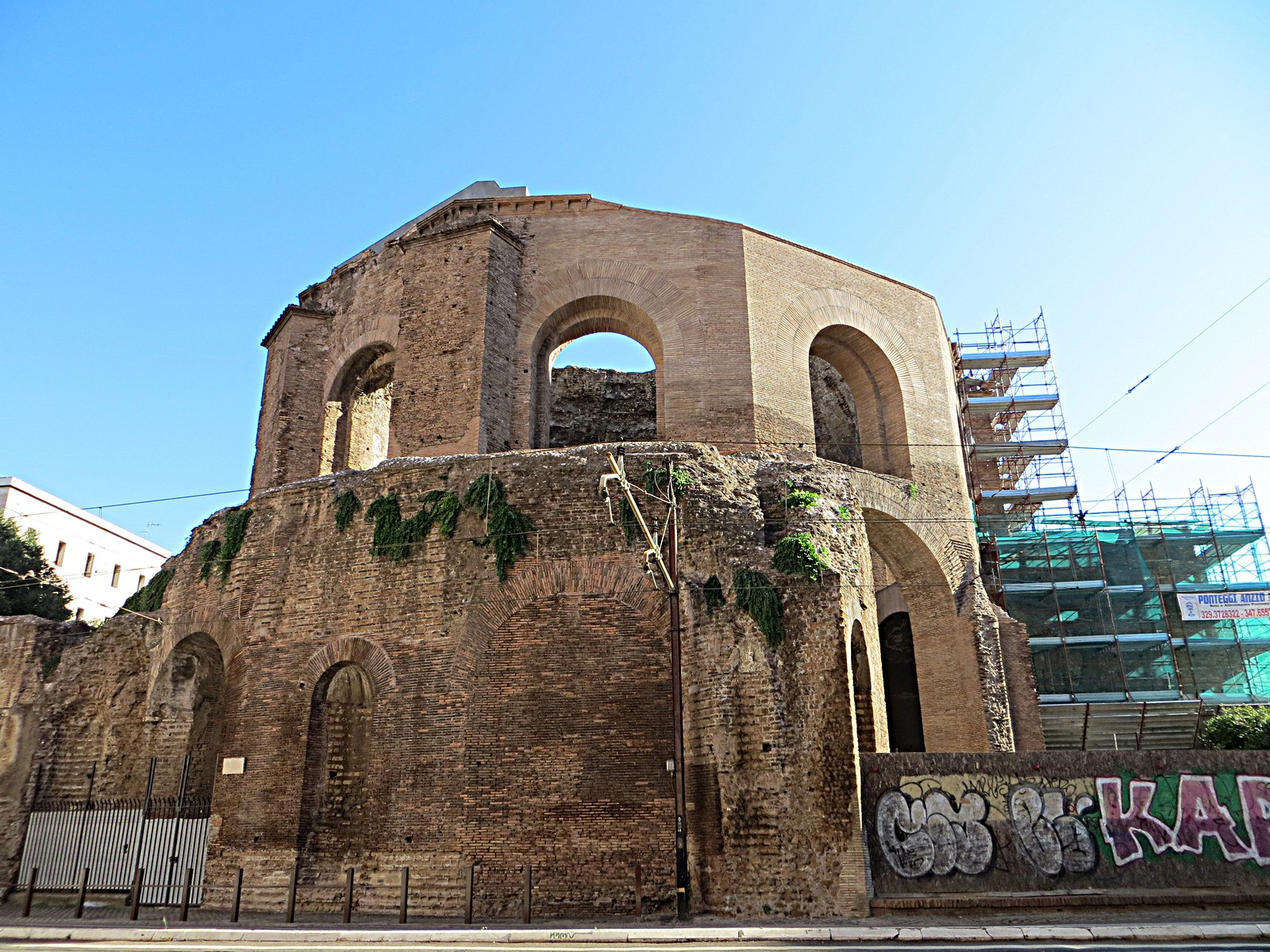
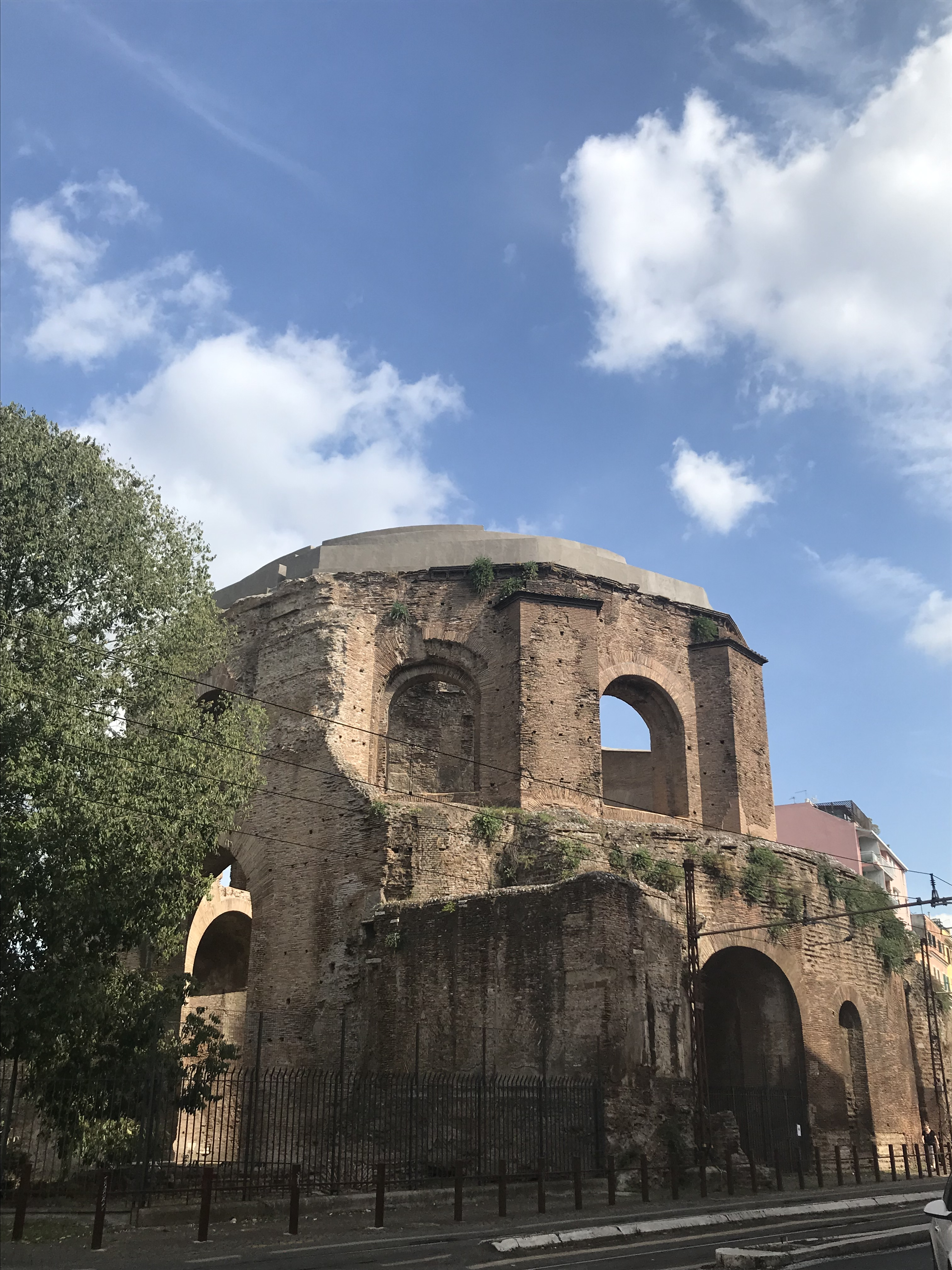
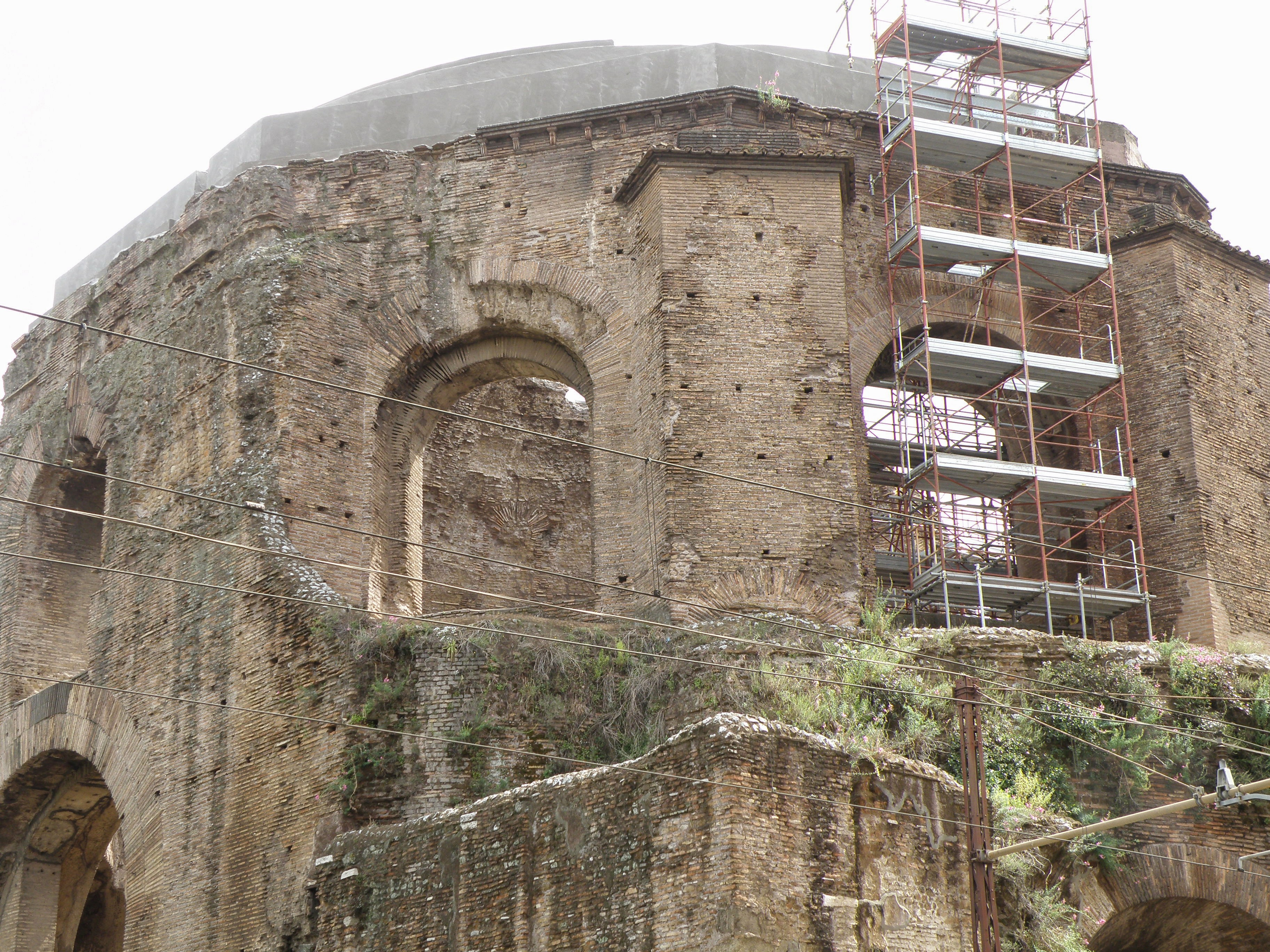

## Technische Daten
- Erbaut: Spätes 3. oder 4. Jh.[1]
- Kuppelinnendurchmesser (ø): 23,65 m[1]
- Kuppelschalendicke (KSD): 0,56 m[1]
- KSD zu ø: 1:42[1]
- Kuppelmaterial: Beton mit Ziegelrippen[1]
- Grundriss: Zehneck[1]
- Ringmauerdicke (RD): 2,60 m[1]
- RD zu ø: 1:9,1[1]